# Крать
Крать — село в Україні, у Оваднівській сільській громаді Володимирського району Волинської області. Населення становить 247 осіб.

## Історія
У 1906 році село Олеської волості Володимир-Волинського повіту Волинської губернії. Відстань від повітового міста 28 верст, від волості 12. Дворів 19, мешканців 128.
12 червня 2020 року, відповідно до розпорядження Кабінету Міністрів України № 708-р «Про визначення адміністративних центрів та затвердження територій територіальних громад Волинської області», увійшло до складу Оваднівської сільської територіальної громади.
19 липня 2020 року, в результаті адміністративно-територіальної реформи та ліквідації Турійського району, село увійшло до новоутвореного Володимир-Волинського району (від 18 липня 2022 Володимирського).

## Населення
Згідно з переписом УРСР 1989 року чисельність наявного населення села становила 250 осіб, з яких 110 чоловіків та 140 жінок.
За переписом населення України 2001 року в селі мешкала 231 особа. 100 % населення вказало своєю рідною мовою українську мову.